# Каплан, Шейданур
Шейданур Каплан (род. 23 марта 2000, Денизли) — турецкая паралимпийская спортсменка по голболу с нарушением зрения.
В 2017 году она завоевала серебряную медаль на Чемпионате Европы по голболу в Лахти, Финляндия. В 2018 году на Чемпионате мира по голболу в Мальмё, Швеция, также выиграла серебряную медаль. Она была членом национальной команды, участвовавшей в Летних Паралимпийских играх 2020 года.